# Merville, Nord
Merville är en kommun i departementet Nord i regionen Hauts-de-France i norra Frankrike. Kommunen ligger i kantonen Merville som tillhör arrondissementet Dunkerque. År 2022 hade Merville 9 729 invånare.

## Befolkningsutveckling
Antalet invånare i kommunen Merville
| Referens: INSEE |